# Fossato di Vico
Pour les articles homonymes, voir Fossato.
Fossato di Vico est une commune italienne d'environ 2 900 habitants située dans la province de Pérouse, dans la région Ombrie, en Italie centrale.

## Administration
| Période                                  | Période | Identité | Étiquette | Qualité |
| ---------------------------------------- | ------- | -------- | --------- | ------- |
|                                          |         |          |           |         |
| Les données manquantes sont à compléter. |         |          |           |         |

### Hameaux
Colbassano, Borgo di Fossato, Osteria del Gatto, Palazzolo, Purello.

### Communes limitrophes
Fabriano, Gualdo Tadino, Gubbio, Sigillo.

### Jumelages
Fossato di Vico est jumelée avec la commune française de Saint-Ambroix.